# Оразбаков, Галым Избасарович
Галым Избасарович Оразбаков (каз. Ғалым Ізбасарұлы Оразбақов; род. 1 сентября 1964, Алма-Ата, Казахская ССР, СССР) — чрезвычайный и полномочный посол Республики Казахстан, министр индустрии и торговли Республики Казахстан с 2007 по 2008 год. 22 января 2014 года назначен председателем Агентства Республики Казахстан по защите конкуренции. Кандидат экономических наук.

## Биография
Родился 1 сентября 1964 года в Алма-Ате.
В 1986 году окончил Казахский политехнический институт имени Ленина по специальности инженер-механик.
Трудовую деятельность начал на заводе «Поршень» — сначала диспетчером, затем начальником бюро, секретарём комитета комсомола завода.
В 1988 году избирается вторым секретарём Ауэзовского райкома ЛКСМК города Алма-Аты.
В 1990 году непродолжительное время на заводе «Эталон» инженером-конструктором, затем мастер.
В 1990 году избирается первым секретарём Ауэзовского райкома ЛКСМК города Алма-Аты. В этой должности проработал до 1991 года.
С 1992 по 1993 год занимал должность заведующего отделом Ауэзовской районной администрации.
С 1994 по 1995 год — начальник отдела, заместитель начальника управления Государственного комитета Республики Казахстан по ценовой и антимонопольной политики Аппарата Кабинета Министров Республики Казахстан.
С 1995 по 1996 год занимал пост заместителя министра транспорта и коммуникаций Республики Казахстан.
С 1996 по 1997 год — заведующий секретариатом, секретарь Высшего экономического совета при Президенте Республики Казахстан.
Около года, в 1997 году, являлся директором департамента по экономической политике, инвестициям и внешним связям МТК РК.
В сентябре 1997 года назначается председателем Комитета по использованию воздушного пространства и деятельности гражданской авиации МТК Республики Казахстан, Вице-министром транспорта и коммуникаций РК.
С 1998 по 1999 год работал вице-президентом по общим вопросам, директором по административным вопросам и строительству, исполнительным директором ЗАО "ННК «Казахойл».
С 2000 по 2001 год — заместителем заведующего производственным отделом Канцелярии Премьер-Министра РК.
С мая 2001 года — вице-министр экономики и торговли РК, а с сентября 2002 года в вице-министр в преобразованном министерстве индустрии и торговли Республики Казахстан.
В июле 2003 года занял должность президента ОАО "НК «Казахстан Инжиниринг».
С января 2007 по февраль 2008 года — Министр индустрии и торговли Республики Казахстан.
С 16 апреля 2008 по 25 апреля 2012 года — Чрезвычайный и Полномочный Посол Республики Казахстан в Государстве Израиль.
25 апреля 2012 года Указом Главы государства Оразбаков Галым Избасарович назначен Чрезвычайным и Полномочным Послом Республики Казахстан в Российской Федерации.
C 22 января 2014 года назначен председателем Агентства Республики Казахстан по защите конкуренции.

## Награды
- Орден «Барыс» III степени (2006)[2]
- Медаль «Ерен еңбегі үшін» (1999)
- Медаль «Астананың 10 жылдығы» (2008)